# Bolitochara suturalis
Bolitochara suturalis är en skalbaggsart som först beskrevs av Thomas Casey 1906.  Bolitochara suturalis ingår i släktet Bolitochara och familjen kortvingar. Inga underarter finns listade i Catalogue of Life.